# 深川屋
有限会社深川屋（ふかわや）は、三重県亀山市関町中町387にある和菓子屋。旧東海道の関宿で江戸時代から銘柄「関の戸」を製造販売している。

## 歴史

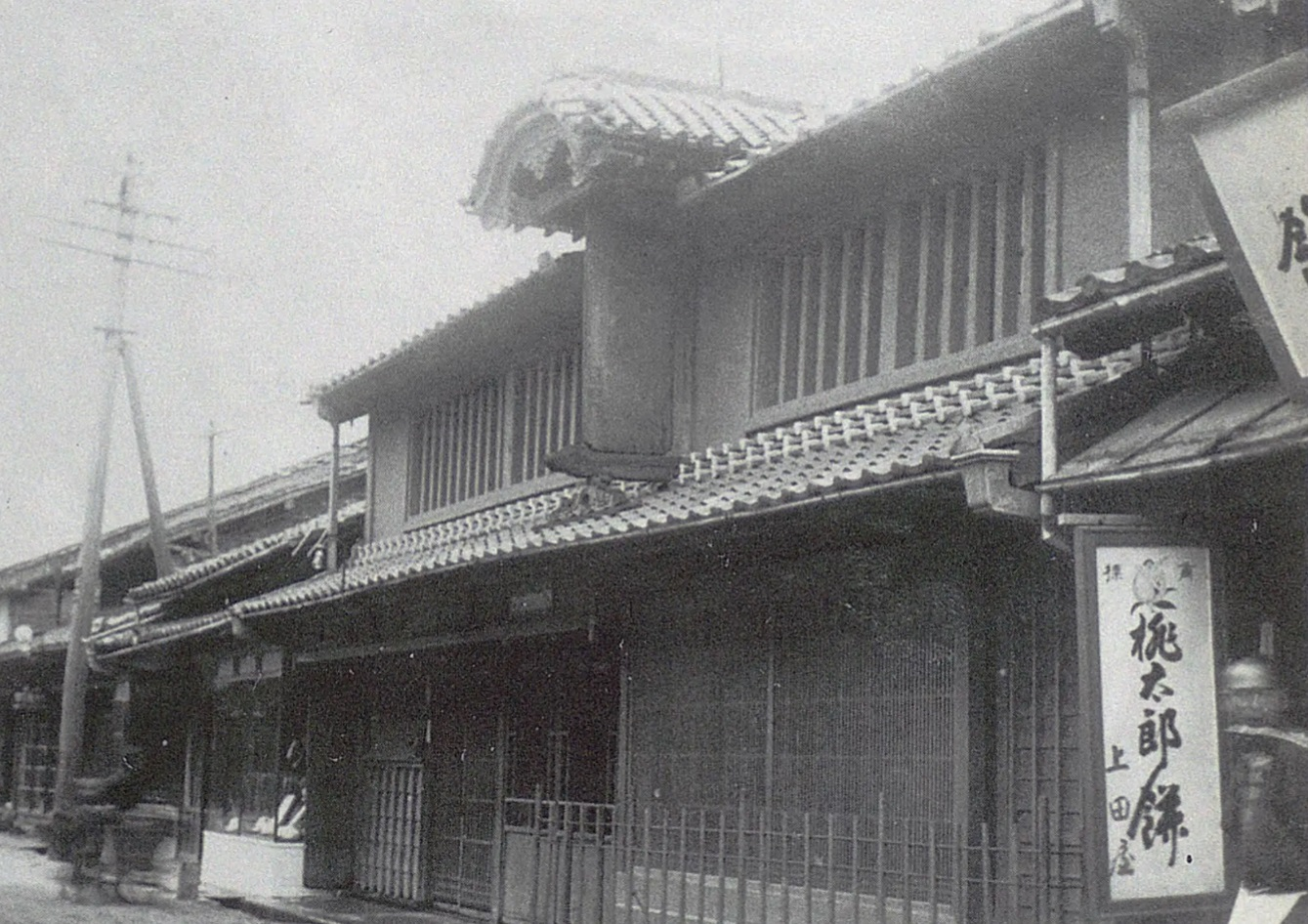
大正末期の深川屋

寛永年間（1624年 - 1645年）、初代の服部保重が「関の戸」を考案して創業した。服部保重は服部半蔵の同族と称していた。やがて「関の戸」の味が評判となり、東海道を通行する大名らに買い求められるようになった。
天明3年（1783年）の火災で焼失し、天明年間（1781年 - 1789年）の間に建物が再建された。天保元年（1830年）には従三位陸奥大掾の官位を賜り、御室御所（仁和寺）の御用達菓子司となった。
代々の当主は服部吉右衛門を名乗った。江戸時代後期の主人は服部随阿（甘林軒随阿）である。服部随阿は国学、和歌、書画などに通じており、加藤千蔭や賀茂季鷹らに学ぶとともに、香川景樹、糟谷磯丸、千種有功らと交友があった。文政年間（1818年 - 1830年）に死去した。
1895年（明治28年）、第1回全国菓子大品評会で褒賞を受けた。

## 建物

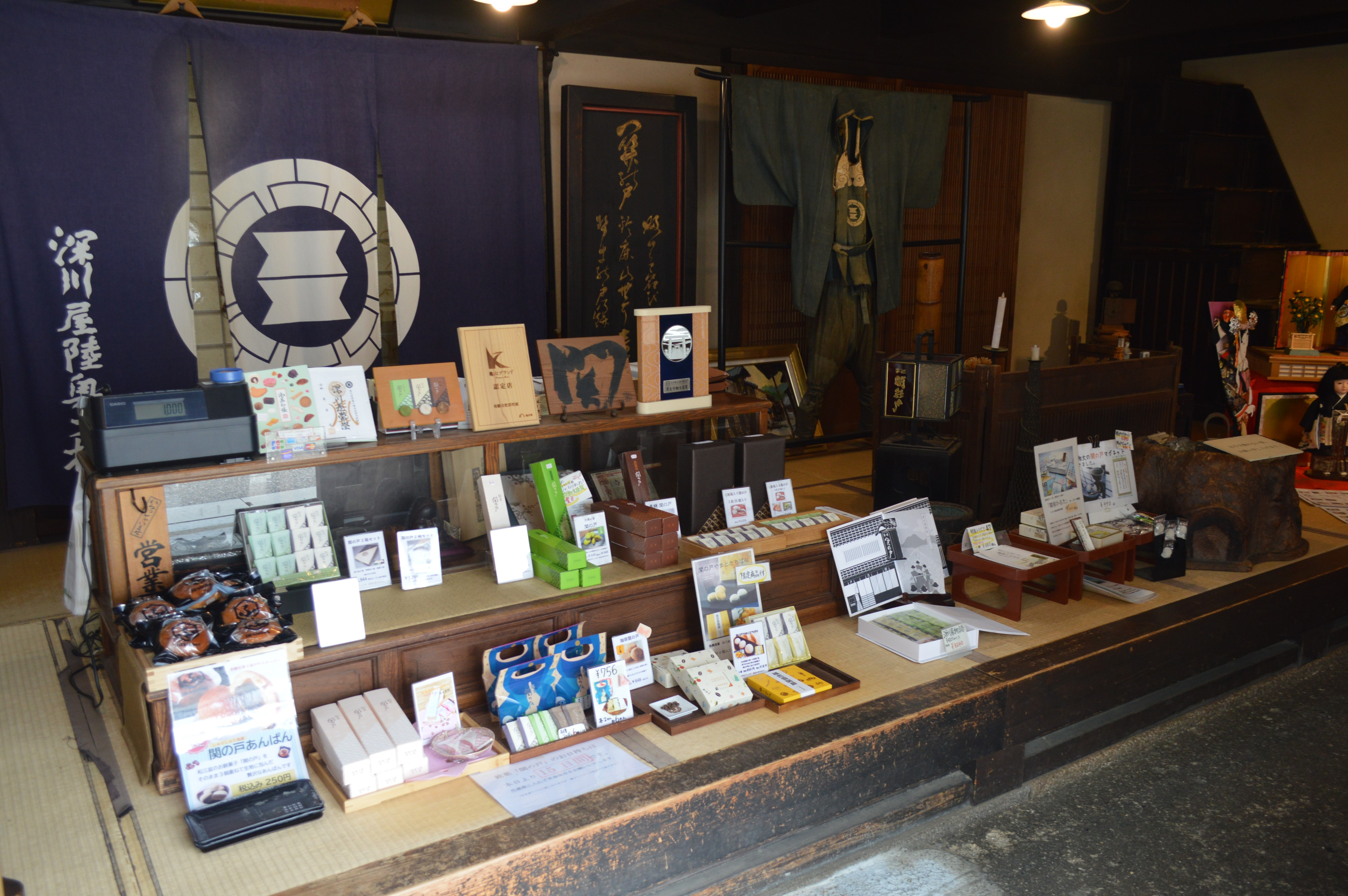
店内

深川屋の店は江戸時代の建物である。木造2階建、平入の町家であり、漆喰を塗籠めた土壁に虫籠窓を有する。源氏車に二つ竹の家紋を施した細工瓦が広い間口の上を覆っている。内部は通り沿いにミセがあり、その奥にザシキが、さらに奥にザシキとダイドコがある。だいどこは畳敷きであり、帳場格子に囲まれた帳場がある。
2階屋根にある庵看板には、京都側から見ると漢字で「関能戸」と書かれ、江戸側から見ると平仮名で「関（草書）の戸」と書かれており、東海道を行き来する旅人が平仮名をみて歩けば上り方面 漢字を見て歩けば下りと 東西方向を確認するための目印ともなっていた。
深川屋の店内には「御室御所御用所 関の戸 服部陸奥大掾」と書かれた外箱と、その内に収められた螺鈿の菓子箱、「関所御免」の前掛け付き裃などが展示されている。

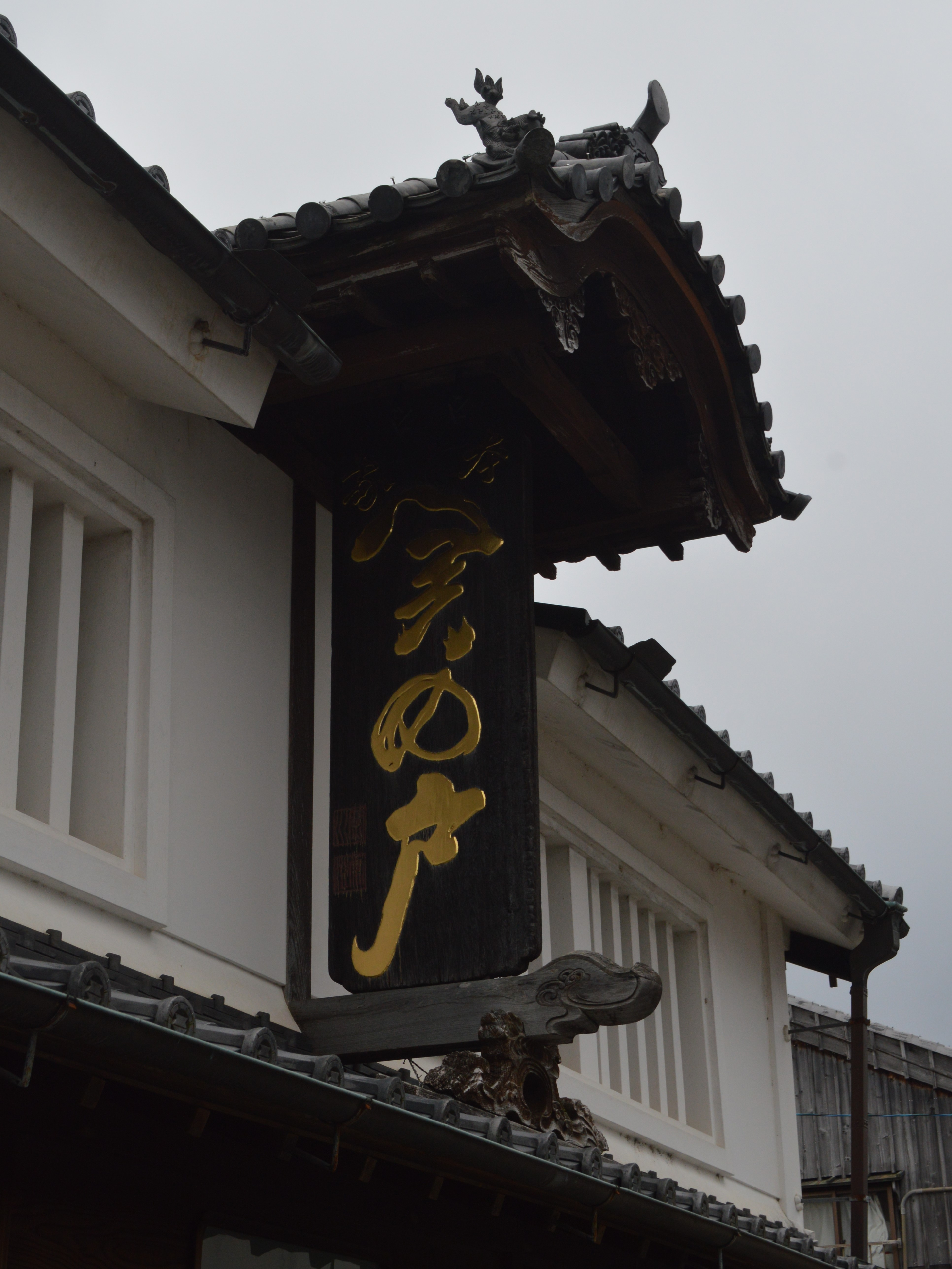
庵看板（江戸側）
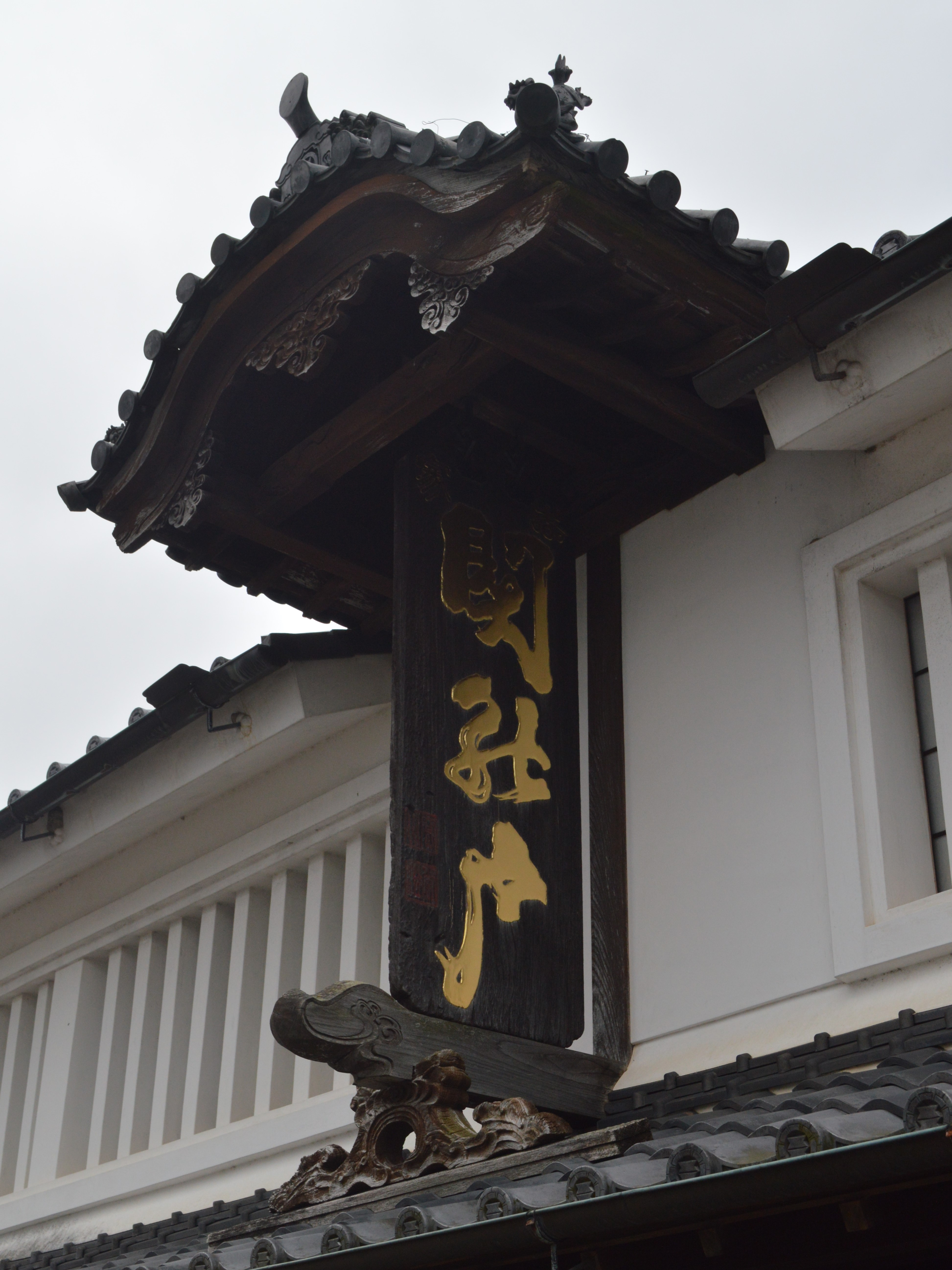
庵看板（京都側）

## 商品

### 「関の戸」

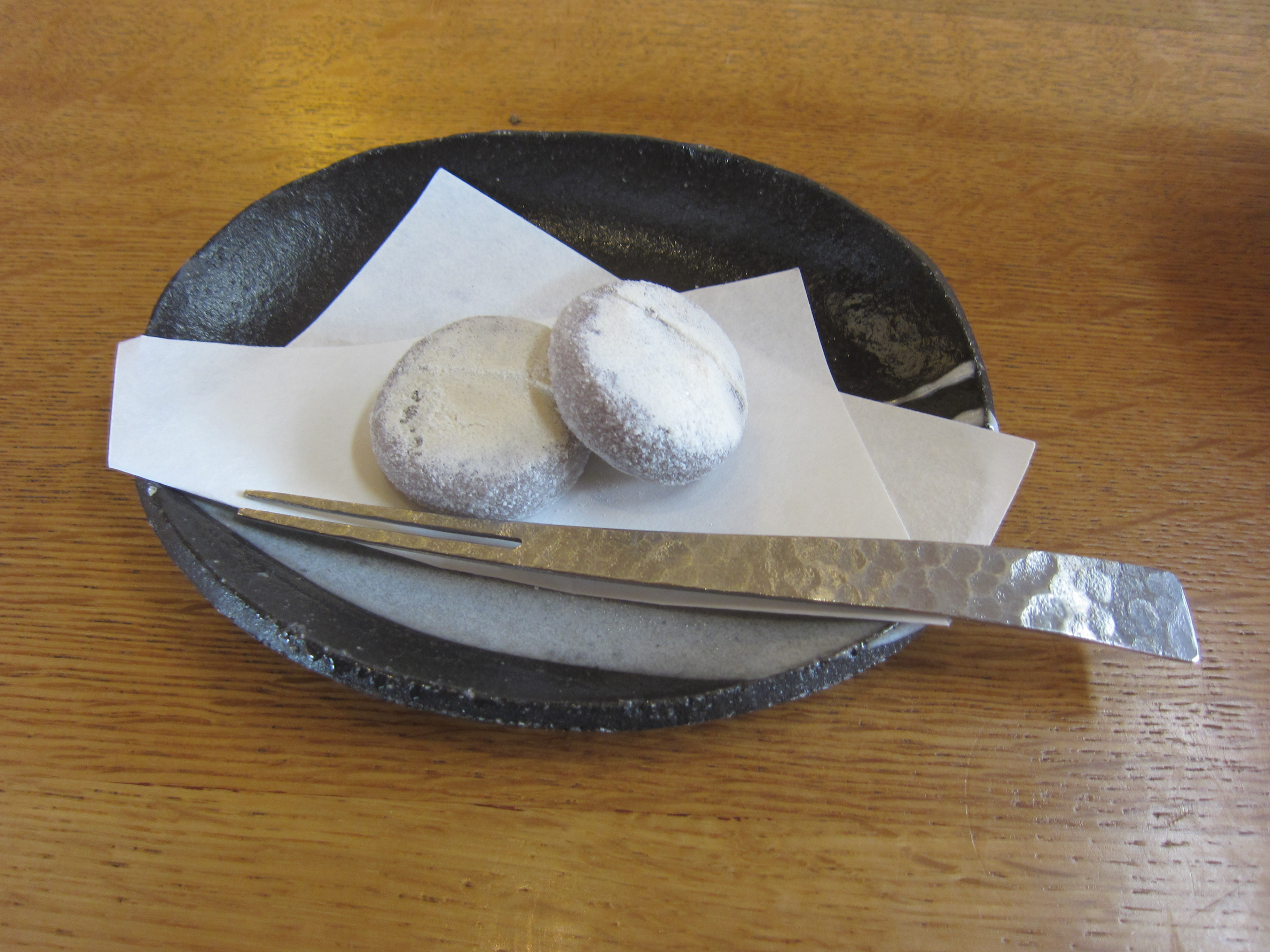
関の戸

寛永年間（1624年 - 1645年）より餅菓子の「関の戸」を作り続けている。赤小豆のこし餡を白い求肥皮で包み、阿波の和三盆（創業当時は唐三盆）をまぶしている。その姿は鈴鹿峠の峰に降り積る雪をモチーフに考案されたと伝えられている。「伊勢路きっての銘菓」とされている。
また、当主を継ぐ際に代々「関の戸の味 変えるべからず」とした文書に血判を捺する等の制約により開業以来一種類しか存在していなかった関の戸であるが、2014年（平成26年）8月2日には「お茶の香（か） 関の戸」という伊勢茶風味の製品も販売が開始された。これは、地元亀山市の伊勢茶を用いたもので、みえフードイノベーション事業の一環で開発・製造された製品である。関の戸を具としたあんぱん「しゃりしゃりあんぱん」なども販売している。